# 伊朗臭草
伊朗臭草（学名：Melica persica var. scabra）为禾本科臭草属下的一个变种。